# فرودگاه پوشکین
فرودگاه پوشکین (به روسی: Аэропорт Пушкин) فرودگاهی عمومی واقع در سن پترزبورگ در کشور روسیه است.